# Rufinus av Aquileja
Rufinus av Aquileja (Rufinus Tyrannius, Turranius, Toranus), född 345 i Aquileia, död 410, var en kyrkolärare och översättare som verkade i den katolska kyrkan.

## Biografi
Som ung sammanträffade han i Rom med Hieronymus och följde dennes exempel och besökte eremiterna i Egypten. Dessa gjorde honom entusiastisk inför det asketiska idealet, samtidigt som han genom Didymos den blinde i Alexandria lärde känna origenismen. Han slog sig sedan ned som eremit på Olivberget och prästvigdes 390. Det stillsamma asketlivet avbröts snart genom att han drogs in i de origenistiska stridigheterna. Han förblev Origenes trogen. Men eftersom Hieronymus bytte sida uppkom en brytning mellan dem, en brytning som slutligen utvecklades till en hatfylld strid. 397 återvände Rufinus till Aquileja och arbetade där med studier och författarskap till stöd för origenismen.
När han blev bortdriven av västgoterna dog han på resan i Messina.

## Verk
Hans mest inflytelserika arbeten var översättningar av Origenes, ofta snarare parafraser än översättningar, samt av Basileios den store och Gregorius av Nazians. Dessutom översatte han Eusebios kyrkohistoria samt utökade den med två böcker som han skrev själv.
Rufinus fick ett mycket stort inflytande över västerlandets teologi genom att göra de grekiska kyrkofädernas skrifter tillgängliga på latin.